# Al-Racqy-Synagoge
Die Racqy-Synagoge (al-Racqy) oder ar-Raki-Synagoge (arabisch كنيس الراكي, DMG Kanīs ar-Rākī, hebräisch אל ראקי) ist eine ehemalige Synagoge in der syrischen Hauptstadt Damaskus aus der zweiten Hälfte des 19. Jahrhunderts.

## Standort
Die al-Racqy-Synagoge befindet sich im jüdischen Viertel von Damaskus an der Ostseite der Muḥammad-Samīr-Darwīsch-Straße (شارع محمد سمير درویش), etwa 20 m südlich der Talat-al-Ḥidschāra-Straße (شارع تلة الحجارة, „Steinhügelchen-Straße“) und 40 m nördlich der Roten Moschee.

## Geschichte
Die al-Racqy-Synagoge wurde in der zweiten Hälfte des 19. Jahrhunderts fertiggestellt. Nach den Pogromen in Syrien wie dem Angriff auf die Menarscha-Synagoge 1949, im Jahr nach der Gründung des Staates Israel, verließen die meisten Juden von Damaskus das Land, in einer zweiten Welle noch einmal 1992, als die Regierung von Hafiz al-Assad den Juden Syriens die Ausreise gestattete. Es blieben nur sehr wenige Juden zurück. So endete die Nutzung der Synagogen von Damaskus mit Ausnahme der al-Farandsch-Synagoge, und auch die al-Racqy-Synagoge verwaiste.

## Architektur
Wie auch andere Synagogen in Damaskus hat die al-Racqy-Synagoge einen rechteckigen Grundriss. Sie ist aus Basaltsteinen gemauert und ist, wie in Damaskus üblich, mit schwarz-weißem Muster gestaltet. Die etwas zugespitzten Rundbögen ruhen auf hellen Säulen mit rundem Querschnitt. Die Decke ist in traditioneller Weise aus Balken von Pappelholz gefertigt.